# Pete Muldoon

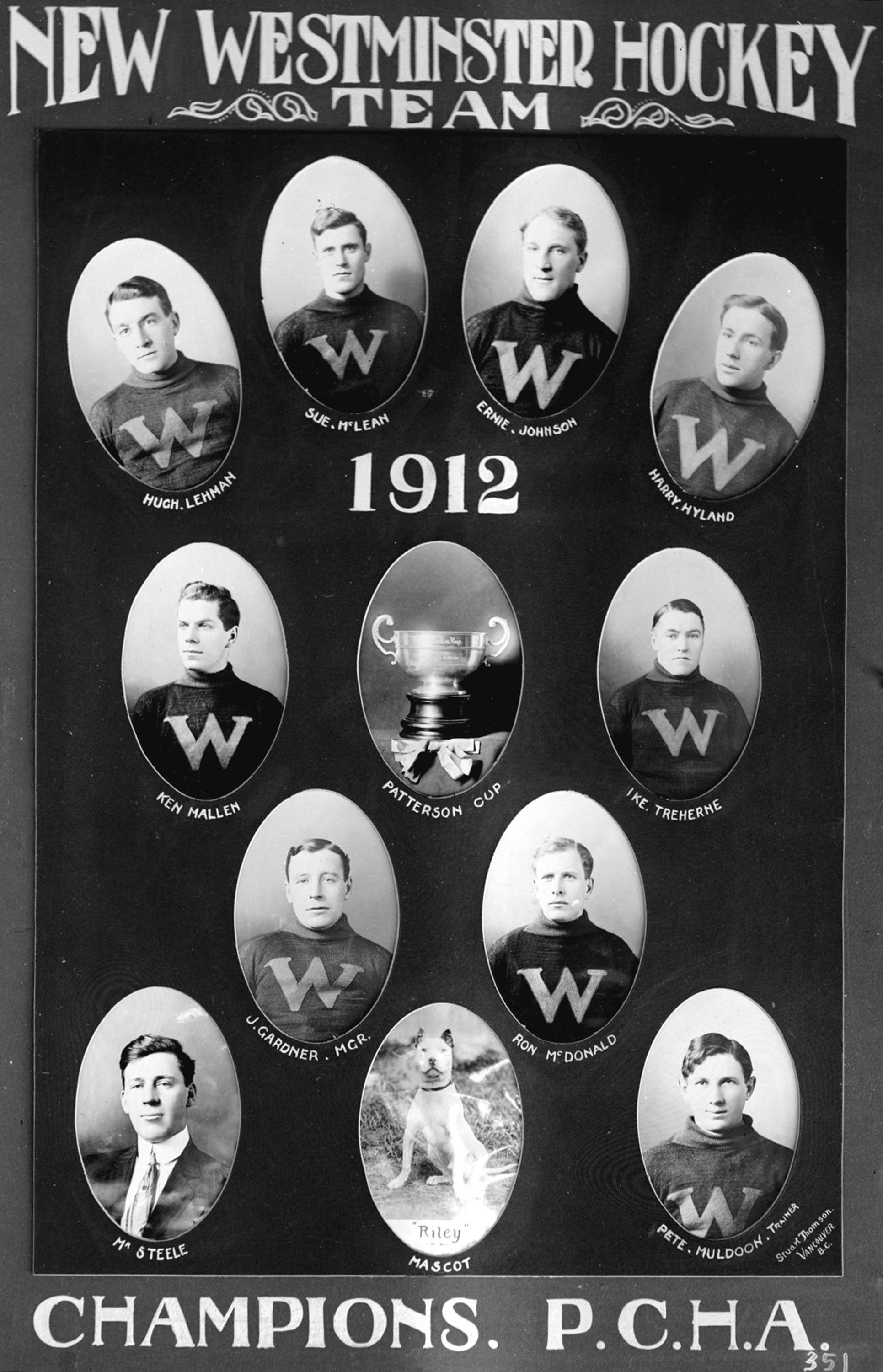
1912 års New Westminster Royals. Muldoon längst ner till höger. Laget tränades av Jimmy Gardner.

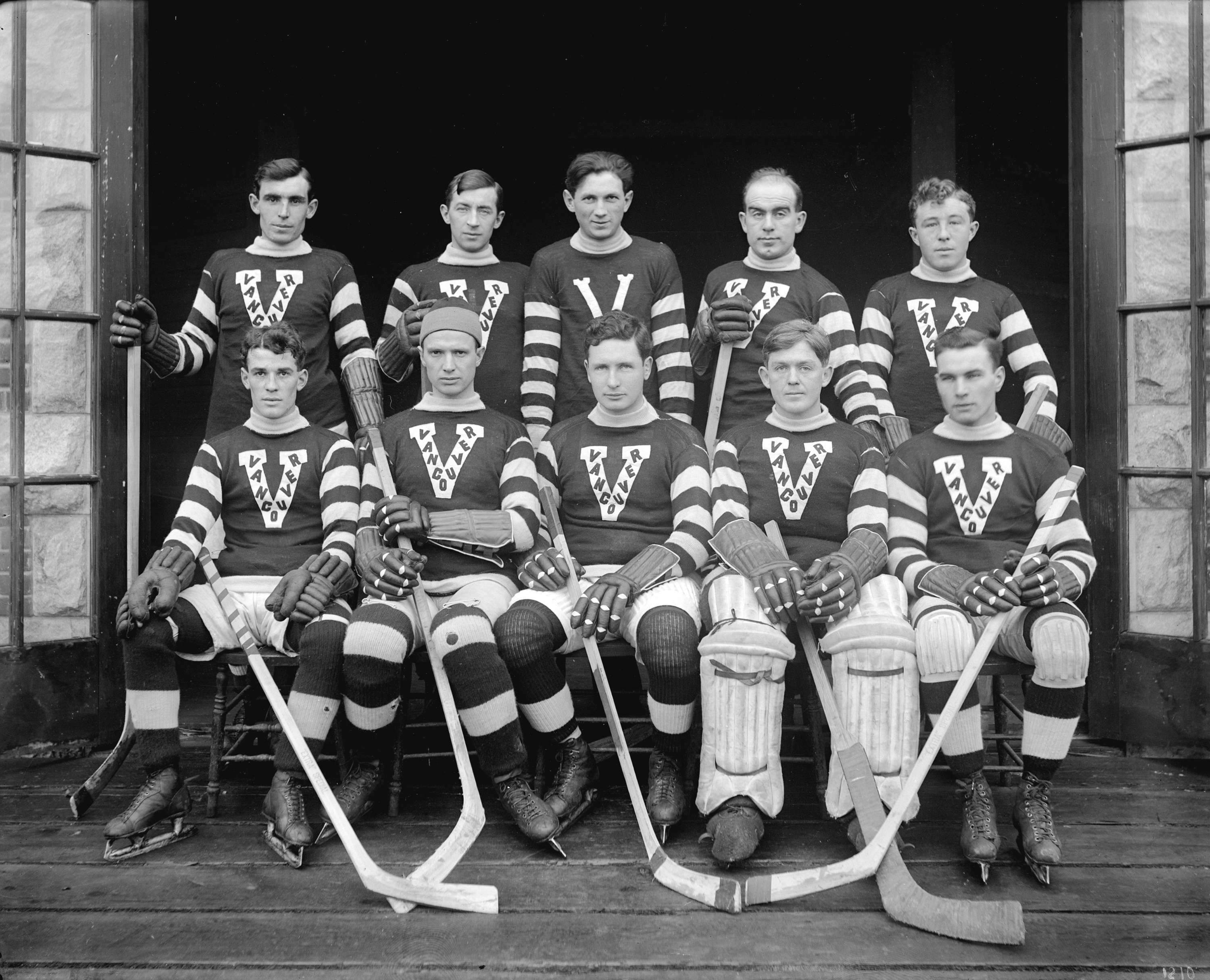
Muldoon, i mitten i översta raden, som assisterande tränare med Vancouver Millionaires säsongen 1913–14.

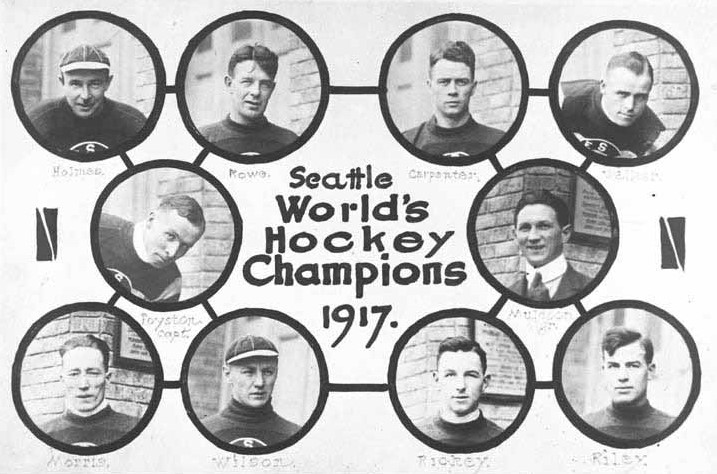
Pete Muldoon, till höger i mittenraden, med Seattle Metropolitans 1917.

Linton "Pete" Muldoon Treacy, född 4 juni 1887 i St. Marys, Ontario, död 13 mars 1929 i Tacoma, Washington, var en kanadensisk ishockeytränare. 1917 vann han Stanley Cup som tränare för Seattle Metropolitans.

## Karriär

### New Westminster Royals–Portland Rosebuds
Pete Muldoon inledde tränarkarriären som assisterande tränare med New Westminster Royals och Vancouver Millionaires i Pacific Coast Hockey Association och säsongen 1912 vann New Westminster Royals, med spelare som Ken Mallen, Moose Johnson, Hughie Lehman och Harry Hyland i laguppställningen, PCHA under ligans första år av existens. Efter ytterligare två säsonger i New Westminster, den sista säsongen med Muldoon som huvudtränare, flyttade klubben säsongen 1914–15 till Portland i nordvästra USA och döptes om till Portland Rosebuds. Efter en säsong med Rosebuds fortsatte Muldoon till Seattle och Seattle Metropolitans säsongen 1915–16.

### Seattle Metropolitans
Första säsongen med Seattle Metropolitans slutade med en tredjeplats i ligan bakom Portland Rosebuds och Vancouver Millionaires. Säsongen därefter, 1916–17, blev Metropolitans det första amerikanska laget någonsin att vinna Stanley Cup då Montreal Canadiens från NHA besegrades i finalserien med 3-1 i matcher. Canadiens vann första matchen med 8-4 men Metropolitans, ledda framåt av Bernie Morris och Frank Foyston och med Hap Holmes i målburen, spelade hem de tre efterföljande matcherna med siffrorna 6-1, 4-1 och 9-1.
Säsongen 1917–18 var Muldoon tillfälligt tillbaka med Portland Rosebuds medan Lester Patrick tränade Seattle Metropolitans. Säsongen 1919 var dock Muldoon tillbaka i Seattle och klubben nådde sin andra Stanley Cup-final på tre år, där man återigen stötte på Montreal Canadiens. Metropolitans saknade sin stjärnforward Bernie Morris som missade avslutningen på säsongen då de amerikanska myndigheterna arresterade och fängslade honom för att han missat att rapportera till militärtjänstgöring. Finalserien mot Canadiens var trots detta en jämn historia. Lagen hade vunnit varsina två matcher och spelat en oavgjord då finalen avbröts och ställdes in på grund av att flera spelare i Canadiens insjuknat i spanska sjukan. Canadiens back Joe Hall dog den 5 april 1919 i sviterna av lunginflammation orsakad av influensapandemin, mindre än en vecka efter det att finalen ställts in.
Muldoon skulle leda Metropolitans till ytterligare en Stanley Cup-final säsongen 1919–20. Metropolitans pressade motståndarlaget Ottawa Senators till en femte och avgörande match men förlorade med siffrorna 6-1.
Muldoon tränade Metropolitans i PCHA över säsongen 1923–24, men trots att laget vann serien både 1921–22 och 1923–24 kunde det inte ta sig förbi ligans slutspelsmatcher för att få chansen att återigen spela om Stanley Cup. Metropolitans och PCHA avvecklades efter säsongen 1923–24 och efter ett år utan tränarsysslor ledde Muldoon en andra upplaga av Portland Rosebuds i Western Hockey League säsongen 1925–26.

### Chicago Black Hawks och "Muldoons förbannelse"
Efter att ha varit framgångsrik som tränare i PCHA på den amerikanska västkusten anförtroddes Muldoon säsongen 1926–27 uppdraget att träna det nya NHL-laget Chicago Black Hawks i Chicago dit Portland Rosebuds lag flyttats. Black Hawks spelade ihop 41 poäng på 44 matcher i grundserien under Muldoons ledning och slutade på tredje plats i American Division. I första rundan i slutspelet slogs laget ut av Boston Bruins som vann den tvådelade matchserien med målskillnaden 10-5. Muldoon hamnade sedan i schism med klubbens ägare Frederic McLaughlin och lämnade laget efter endast en säsong.
Enligt en populär klubbmyt ska Muldoon sedan ha uttalat en "irländsk förbannelse" över klubben och McLaughlin och sagt att "Black Hawks aldrig skulle sluta på första plats i ligan". Black Hawks vann Stanley Cup 1934, 1938 och 1961, men slutade inte på första plats i grundserien förrän 1967, 40 år efter Muldoons påstådda förbannelse.

### Privatliv
Vid sidan av ishockeyn var Muldoon även aktiv inom lacrosse, isdans på styltor och boxning. Tillsammans med frun Dorothy fick han sönerna Lynn och Dick Treacy.

## Statistik
M = Matcher, V = Vinster, F = Förluster, O = Oavgjorda, P = Poäng 
| Säsong      | Lag                    | Liga        | Grundserie | Grundserie | Grundserie | Grundserie | Grundserie | Grundserie              | Slutspel                                          |
| Säsong      | Lag                    | Liga        | M          | V          | F          | O          | P          | Resultat                | Resultat                                          |
| ----------- | ---------------------- | ----------- | ---------- | ---------- | ---------- | ---------- | ---------- | ----------------------- | ------------------------------------------------- |
| 1913–14     | New Westminster Royals | PCHA        | 16         | 7          | 9          | 0          | 14         | 2:a                     | –                                                 |
| 1914–15     | Portland Rosebuds      | PCHA        | 18         | 9          | 9          | 0          | 18         | 2:a                     | –                                                 |
| 1915–16     | Seattle Metropolitans  | PCHA        | 18         | 9          | 9          | 0          | 18         | 3:a                     | –                                                 |
| 1916–17     | Seattle Metropolitans  | PCHA        | 24         | 16         | 8          | 0          | 32         | 1:a                     | Vann Stanley Cup                                  |
| 1917–18     | Portland Rosebuds      | PCHA        | 18         | 7          | 11         | 0          | 14         | 3:a                     | –                                                 |
| 1919        | Seattle Metropolitans  | PCHA        | 20         | 11         | 9          | 0          | 22         | 2:a                     | Vann ligaslutspelet Stanley Cup-final avbruten    |
| 1919–20     | Seattle Metropolitans  | PCHA        | 22         | 12         | 10         | 0          | 24         | 1:a                     | Vann ligaslutspelet Förlorade i Stanley Cup-final |
| 1920–21     | Seattle Metropolitans  | PCHA        | 24         | 12         | 11         | 1          | 25         | 2:a                     | Förlorade i ligaslutspelet                        |
| 1921–22     | Seattle Metropolitans  | PCHA        | 24         | 12         | 11         | 1          | 25         | 1:a                     | Förlorade i ligaslutspelet                        |
| 1922–23     | Seattle Metropolitans  | PCHA        | 30         | 15         | 15         | 0          | 30         | 3:a                     | –                                                 |
| 1923–24     | Seattle Metropolitans  | PCHA        | 30         | 14         | 16         | 0          | 28         | 1:a                     | Förlorade i ligaslutspelet                        |
| 1925–26     | Portland Rosebuds      | WHL         | 30         | 12         | 16         | 2          | 26         | 4:a                     | –                                                 |
| 1926–27     | Chicago Black Hawks    | NHL         | 44         | 19         | 22         | 3          | 41         | 3:a i American Division | Förlorade i första rundan                         |
| Totalt PCHA | Totalt PCHA            | Totalt PCHA | 244        | 124        | 118        | 2          | 250        |                         |                                                   |
| Totalt NHL  | Totalt NHL             | Totalt NHL  | 44         | 19         | 22         | 3          | 41         |                         |                                                   |

Resultaten från säsongerna 1922–23 och 1923–24 inkluderar varsina åtta matcher spelade mot lag från Western Canada Hockey League.